# Marvin Smitty Smith
Marvin O. Smith jr. (Waukegan, 24 juni 1961) is een Amerikaanse jazzdrummer.

## Biografie
Smith is de zoon van drummer Marvin Smith sr. en begon op 3-jarige leeftijd al te drummen. Hij had eerst onderricht bij zijn vader, die hem al op 8-jarige leeftijd meenam naar sessies. Op 14-jarige leeftijd werkte hij al een tournee af met een funkband. Tussen 1979 en 1981 studeerde hij aan het Berklee College of Music. Tijdens deze periode speelde hij bij Jon Hendricks. Vervolgens verhuisde hij naar New York, waar hij regelmatig speelde met het kwintet van Dave Holland en verder in de bands van zo verschillende muzikanten als Hank Jones, Frank Wess, Roland Hanna, de Mingus Dynasty, Sting, David Murray, Sheila Jordan, Sonny Rollins, Steve Coleman, Cassandra Wilson en Wynton Marsalis. Daarnaast presenteerde Smith eigen bands, zoals op de albums Keeper of the Drums (1987) en Carryin' On (1993). Kevin Eubanks haalde hem in 1995 in de band van de populaire tv-show The Tonight Show.